# KZ-Außenlager Kaufering II – Igling

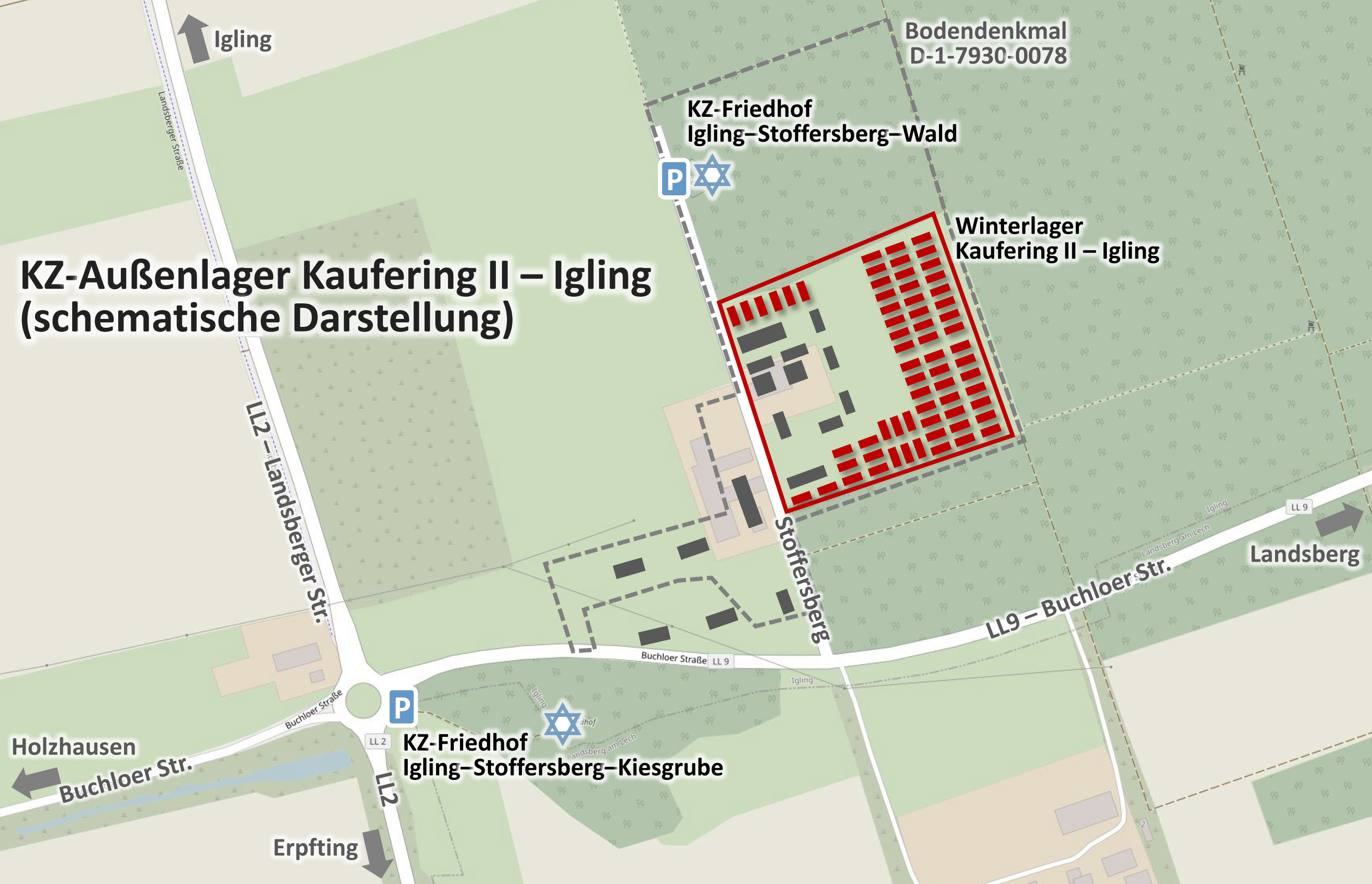
Schematische Karte KZ-Außenlager Kaufering II – Igling, 1945. (s. a. Luftbilder)

Das KZ-Außenlager Kaufering II – Igling alias KZ-Außenlager Kaufering II – Stoffersberg war das zweite der elf Lager des Außenlagerkomplexes Kaufering, des größten Komplexes der 169 Außenlager des Konzentrationslagers Dachau. Es befand sich etwas westlich der Bunker-Baustelle „Diana II“, im Südosten des Gebietes der Gemeinde Igling nördlich der Buchloer Straße, südöstlich des Weilers Stoffersberg.
Unter der örtlichen Leitung der Organisation Todt mussten die KZ-Häftlinge bei völlig unzureichender Ernährung härteste Zwangsarbeit vor allem am Großbunker Diana II verrichten, für die Baufirma Philipp Holzmann. Die Vernichtung durch Arbeit hatte Vorrang.

## Entstehungshintergrund
Nach der Luftoffensive der Alliierten im Februar 1944 war die deutsche Rüstungsindustrie schwer getroffen. Die Flugzeug-Produktion sollte mittels U-Verlagerung unter die Erde verlagert werden, mit der Leitung beauftragt war der Jägerstab mit weitreichenden Vollmachten. Dieser beauftragte die Organisation Todt (OT) mit Organisation und Herstellung der Großbunker, ursprünglich geplant war eine Länge von 400 Metern bei einem Innendurchmesser von 85 Metern und 25 Metern Innenhöhe, mit mindestens fünf Metern Wandstärke. Mit dem massiven Einsatz von mehr als 30.000 größtenteils an Baufirmen vermieteten KZ-Häftlingen im KZ-Außenlagerkomplex Kaufering sollten drei Großbunker für die Fertigung u. a. des Strahlflugzeugs Messerschmitt Me 262 erstellt werden.

## Großbunker-Baustelle Diana II
Gefangene des KZ-Außenlagers Kaufering II mussten für die Firma Philipp Holzmann bei minimaler Ernährung unter härtester körperlicher Arbeit vor allem Erd- und Betonarbeiten am Bunker Diana II verrichten. Wenn die Gefangenen auch für die Arbeit benötigt wurden, hatte ihre Vernichtung durch Arbeit Vorrang.
Der Großbunker Diana II wurde nur begonnen, die Arbeiten im März 1945 endgültig eingestellt. Fertiggestellt wurden nur die Widerlager sowie die Lorenkanäle zum Abtransport der Kiesausgrabungen. Sie wurden nicht unter Denkmalschutz gestellt und 1987 vom Kiesgrubenbetreiber mit Bauschutt und Kies verfüllt. Die untertägigen Relikte im Bodenbereich werden als Bodendenkmal geführt (D-1-7931-0144), die beiden horizontalen Stollenschächte aus Stahlbeton als Baudenkmal (D-1-81-127-22).

## Errichtung und Betrieb des KZ-Außenlagers

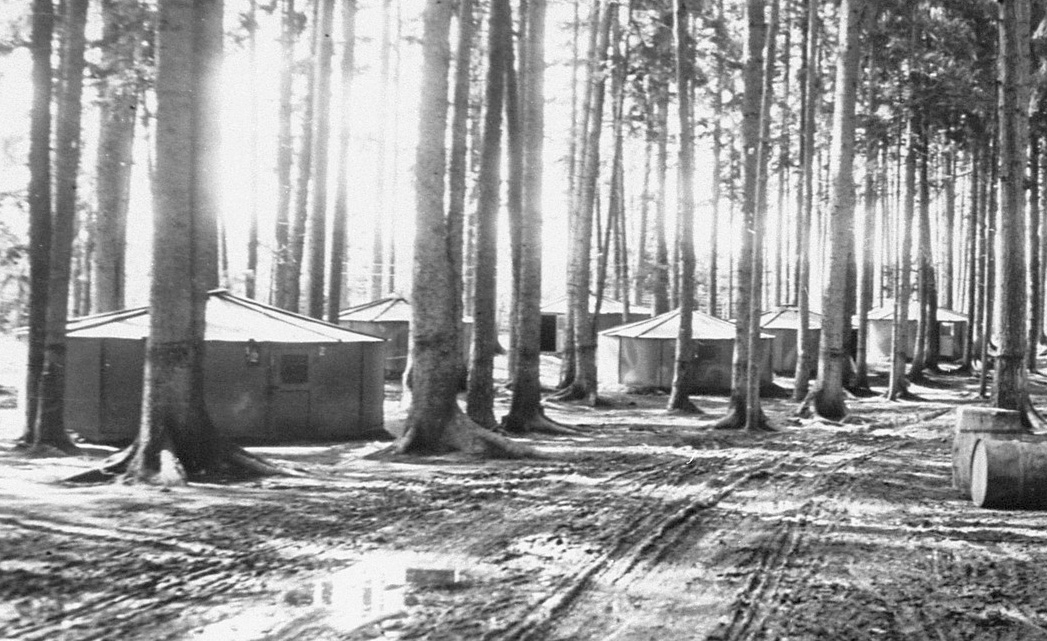
Finnenhütten als Sommerlager (hier im Waldlager V des KZ-Außenlagerkomplex Mühldorf, 1945)

Ab 24. August 1944 wurden die ersten 1200 männlichen Häftlinge sowie 770 weibliche in das KZ-Außenlager Kaufering II – Igling überstellt, zunächst als leichtes Sommer-, später weiter südlich als nur etwas besser befestigtes Winterlager. Die Inhaftierten mussten Zwangsarbeit für den Bunkerbau an Diana II, einer Landebahn und für den Transport von Maschinenteilen für den Großbunker Weingut II verrichten.
Shlomo Shafir, einziger überlebender Redakteur der Untergrundzeitung  Nitzotz (‚Der Funke‘) aus dem KZ Kauen, gab in diesem Außenlager zwei weitere Ausgaben heraus, unter Inspiration von Abraham Melamed. Auch Adi Ribon war hier interniert.

### Sommerlager
Zunächst als reines Sommerlager konzipiert, mussten die KZ-Häftlinge das Lager wie sonst nur im KZ-Außenlagerkomplex Mühldorf als runde „Finnenhütten“ aus Sperrholz errichten, zur Tarnung grün gestrichen, von den Inhaftierten als „Pappe“ eingeordnet. Etwa 20 Gefangene passten in eine solche Finnenhütte, geschlafen wurde auf dem Boden in kreisförmiger Anordnung. Die mit Erde belegten Hütten waren bald durchweicht, es folgte die Errichtung des Winterlagers südlich des Sommerlagers.

### Winterlager
Das Winterlager mit einer Kapazität für 3300 KZ-Häftlinge wurde im Spätherbst in Betrieb genommen. Es bestand aus 66 Erdhütten und war mit 2000 Männern sowie zusätzlich räumlich separiert einer unbekannten Anzahl von Frauen belegt. Bis Januar 1945 soll die Lagerbelegung auf 450 Gefangene zurückgegangen sein. Diese Erdhütten waren so niedrig, dass man darin nicht sitzen konnte, am Fußende waren sie wegen des Daches nur zehn Zentimeter hoch.

## Räumung des Lagers
Recht sicher war das Lager im April 1945 bereits geräumt. Karl Rom gab Berichte von Jakob Liebermann und dessen Vater wieder, Wochen vorher sei das KZ-Außenlager Kaufering II – Igling geräumt worden und die Häftlinge in das Außenlager Kaufering XI – Landsberg-Stadtwaldhof verlegt.

## Juristische Aufarbeitung
Lagerführer des KZ-Außenlager Kaufering II – Igling war ab August 1944 SS-Obersturmführer Arno Lippmann, bis Mitte Dezember SS-Oberscharführer Alois Wipplinger, dann SS-Obersturmführer Vinzenz Schöttl und ab Ende Februar 1945 Otto Moll, der zuvor bereits verantwortlich zeichnete für die Gaskammern und Krematorien des KZ Auschwitz.
Alois Wipplinger wurde wegen seiner Brutalität und der unmenschlichen Lagerbedingungen zu lebenslanger Haft verurteilt, die drei anderen wurden nach Gerichtsprozessen im Zuge des Dachau-Hauptprozesses Ende Mai 1946 in Landsberg hingerichtet.

## Erinnerung und Gedenken

### Gedenkort
Am Standort des ehemaligen Lagers erinnert nichts an das ehemalige Außenlager Kaufering II – Igling. Er ist wie damals auf drei Seiten von Wald umgeben. Informationstafeln oder eine Gedenkstätte gibt es nicht. Das ehemalige KZ-Außenlager wurde als Bodendenkmal D-1-7930-0078 nachqualifiziert. Auf Bodenradar-Karten sind die überwachsenen ehemaligen Erdhütten des Außenlagers gut erkennbar.

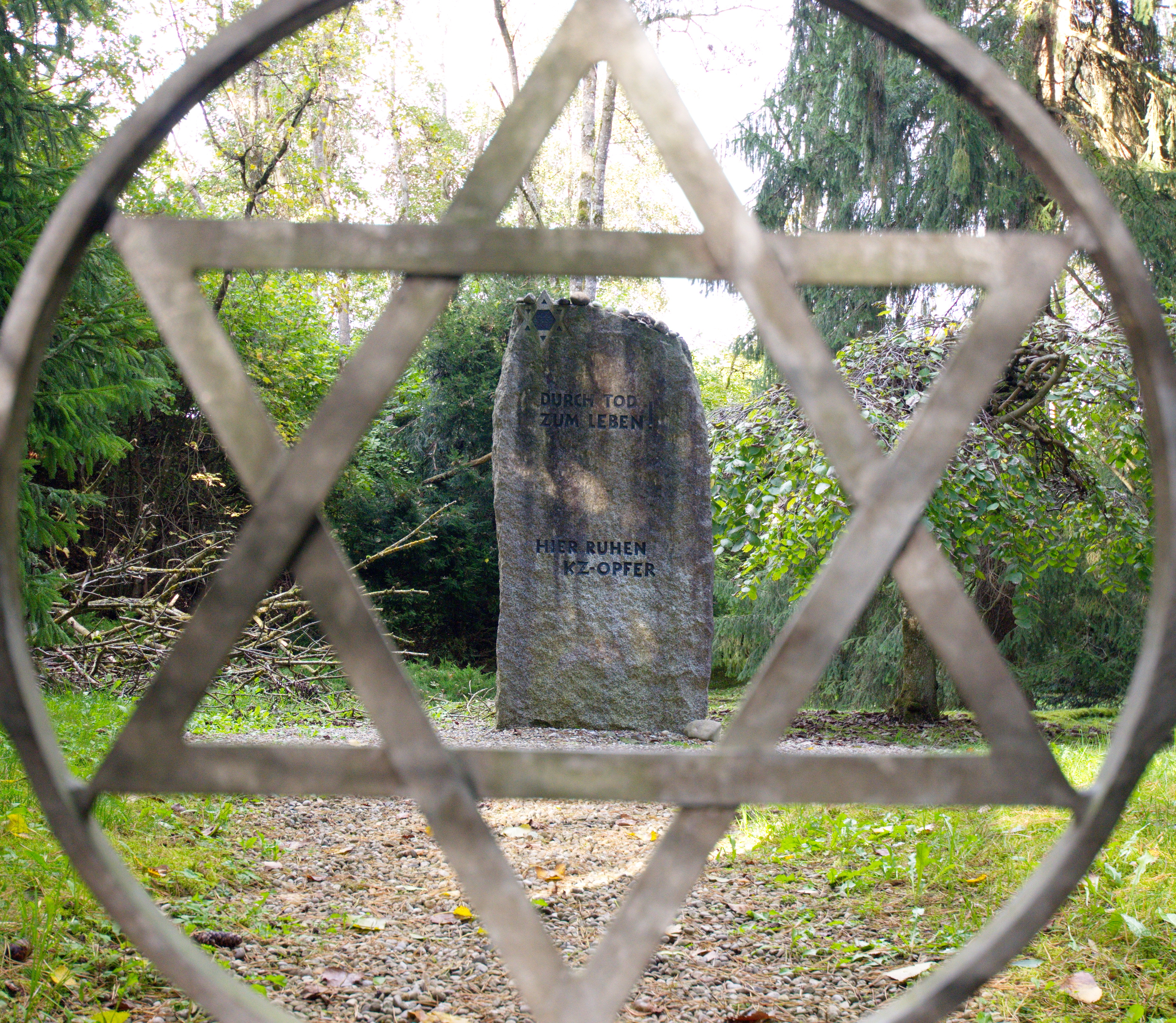
KZ-Friedhof Igling–Stoffersberg–Kiesgrube, am Parkplatz in der Iglinger Buchloer Str. im Verkehrskreisel Landsberger Str. (2021).

### KZ-Friedhof Igling–Stoffersberg–Kiesgrube
Der KZ-Friedhof Igling–Stoffersberg–Kiesgrube befindet sich östlich von Igling an der Buchloer Str., vom Parkplatz im Verkehrskreisel Landsberger Str. noch 150 Metern Fußweg auf einem rustikalen Forstweg. Hierher wurden im Mai 1945 die Nähe der alten Landstraße verscharrten KZ-Toten vor allem dieses, sowie auch des Außenlagers Kaufering XI – Landsberg-Stadtwaldhof umgebettet, 1948 bis 1950 darüber dieser Friedhof angelegt.
Auf dem etwas verwilderten Friedhof im Wald sind in neun Sammelgräbern 2000 KZ-Opfer begraben. Die Grabfelder sind mit Betoneinfassungen versehen, dabei soll es sich um Fundamente der Lagerbaracken und Lagergebäude handeln. Der Gedenkstein aus Flossenbürger Granit trägt unter einem Davidstern die Aufschrift:
Durch Tod

zum Leben!

Hier ruhen

KZ-Opfer
Dieser wie folgender KZ-Friedhof wurde als Bodendenkmal D-1-7930-0078 nachqualifiziert.

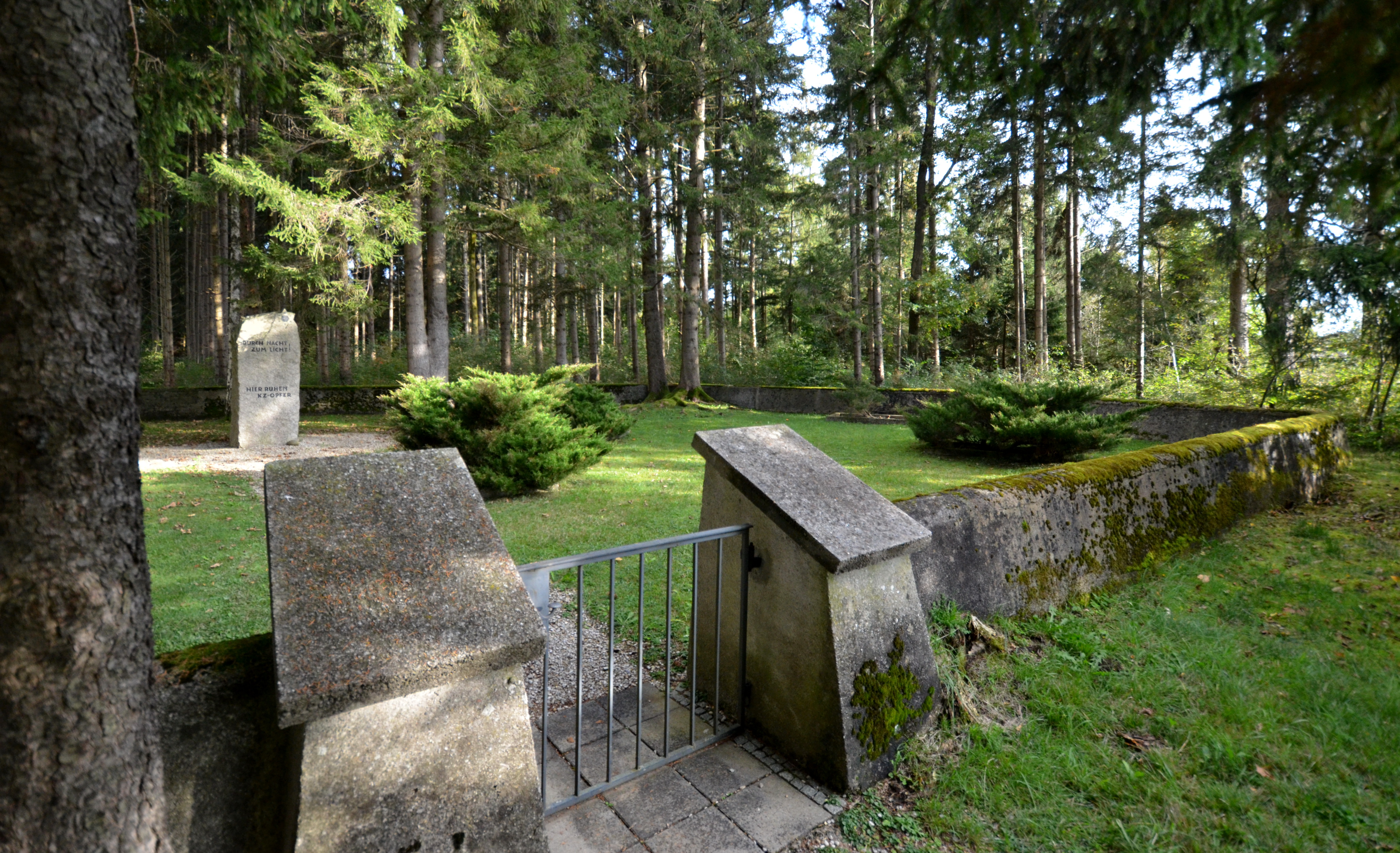
KZ-Friedhof Igling–Stoffersberg–Wald, 150 Meter nördlich des ehemaligen KZ-Außenlagers (2021).

### KZ-Friedhof Igling–Stoffersberg–Wald
Der KZ-Friedhof Igling–Stoffersberg–Wald befindet sich 700 Meter nordöstlich des Parkplatzes des KZ-Friedhofs Igling–Stoffersberg–Kiesgrube (s. oben) bzw. 200 Meter nördlich von Stoffersberg 4 in Igling, über den unbefestigten Feldweg ohne weiteres Hinweisschild rechts im Wald. Hierher wurden im Mai 1945 die Nähe der alten Landstraße verscharrten KZ-Toten des KZ-Außenlagers Kaufering XI – Landsberg-Stadtwaldhof wie auch dieses KZ-Außenlagers umgebettet, 1948 bis 1950 darüber dieser Friedhof angelegt.
Auf diesem Friedhof befinden sich in sieben Grabfeldern die sterblichen Überreste von 490 KZ-Toten. Die deutsche Inschrift des zentralen Gedenksteins lautet:
Durch Nacht

zum Licht!

Hier ruhen

KZ-Opfer

## Film
- United States Holocaust Memorial Museum: Oral history interview with Shlomo Shafir. In: Film, Audio and Video / Testimony. ushmm.org, 1995, abgerufen am 13. September 2021 (hebräisch, Accession Number 1995.A.1272.136, RG Number RG-50.120.0136, Ausschnitt tape 2/2 = Video 4, time 4:11 – 4:49): „Dachau: He describes the camp and his forced labor work there. A hospital stay due to blood poisoning was shortened as he found that sick people were likely to be sent to Auschwitz. He explains the difference between Dachau Kaufering #1 and Dachau Kaufering #2. He was moved from #2 to #1, and continued his extensive underground Zionist activities and even theater [partly initiated by the SS] on Christmas ‘44. Describes what they knew or heard about the progress of the war and allies.“